# Olympische Sommerspiele 2004/Teilnehmer (Russland)
| Gelbes Symbol für Goldmedaillen mit stilisierten Olympischen Ringen | Graues Symbol für Silbermedaillen mit stilisierten Olympischen Ringen | Braundes Symbol für Bronzemedaillen mit stilisierten Olympischen Ringen |
| ------------------------------------------------------------------- | --------------------------------------------------------------------- | ----------------------------------------------------------------------- |
| 28                                                                  | 26                                                                    | 36                                                                      |

Russland nahm an den Olympischen Sommerspielen 2004 in Athen mit einer Delegation von 446 Athleten (244 Männer und 202 Frauen) an 235 Wettkämpfen in 29 Sportarten teil. Fahnenträger bei der Eröffnungsfeier war der Schwimmer Alexander Popow.

## Teilnehmer nach Sportarten

### Badminton
- Marina Jakuschewa & Nikolai Sujew
Mixed: 1. Runde

### Basketball
Frauen
- Bronze
- Kader
Anna Archipowa
Olga Arteschina
Jelena Baranowa
Diana Gustilina
Maria Kalmykowa
Jelena Karpowa
Ilona Korstin
Irina Ossipowa
Oxana Rachmatulina
Tatjana Schtschogolewa
Marija Stepanowa
Natalja Wodopjanowa
Trainer: Wadim Kapranow

### Bogenschießen
| Männer - Dmitri Newmerschizki Einzel: 53. Platz - Balschinima Zyrempilow Einzel: 14. Platz | Frauen - Natalija Bolotowa Einzel: 30. Platz Mannschaft: 9. Platz - Magarita Galinowskaja Einzel: 12. Platz Mannschaft: 9. Platz - Jelena Dostai Einzel: 47. Platz Mannschaft: 9. Platz |

### Boxen
Männer
- Alexander Alexejew
Schwergewicht: 1. Runde
- Georgi Balakschin
Fliegengewicht: Viertelfinale
- Gaidarbek Gaidarbekow
Mittelgewicht: Gold
- Sergei Kasakow
Halbfliegengewicht: Bronze
- Murat Chratschow
Leichtgewicht: Bronze
- Gennadi Kowaljow
Bantamgewicht: Viertelfinale
- Jewgeni Makarenko
Halbschwergewicht: Viertelfinale
- Alexander Maletin
Halbweltergewicht: 2. Runde
- Alexander Powetkin
Superschwergewicht: Gold
- Oleg Saitow
Weltergewicht: Bronze
- Alexei Tischtschenko
Federgewicht: Gold

### Fechten
| Männer - Alexei Djatschenko Säbel, Einzel: 17. Platz Säbel, Mannschaft: Bronze - Renal Ganejew Florett, Einzel: 4. Platz Florett, Mannschaft: Bronze - Sergei Kotschetkow Degen, Einzel: 29. Platz Degen, Mannschaft: 4. Platz - Pawel Kolobkow Degen, Einzel: Bronze Degen, Mannschaft: 4. Platz - Juri Moltschan Florett, Einzel: 25. Platz Florett, Mannschaft: Bronze - Ruslan Nassibullin Florett, Einzel: 21. Platz Florett, Mannschaft: Bronze - Stanislaw Posdnjakow Säbel, Einzel: 6. Platz Säbel, Mannschaft: Bronze - Wjatscheslaw Posdnjakow Florett, Mannschaft: Bronze - Sergei Scharikow Säbel, Einzel: 8. Platz Säbel, Mannschaft: Bronze - Igor Turtschin Degen, Einzel: 15. Platz Degen, Mannschaft: 4. Platz - Alexei Jakimenko Säbel, Mannschaft: Bronze | Frauen - Karina Asnawurjan Degen, Mannschaft: Gold - Swetlana Boiko Florett, Einzel: 11. Platz - Tatjana Logunowa Degen, Einzel: 13. Platz Degen, Mannschaft: Gold - Jelena Netschajewa Säbel, Einzel: 5. Platz - Anna Siwkowa Degen, Einzel: 19. Platz Degen, Mannschaft: Gold - Oxana Jermakowa Degen, Einzel: 20. Platz Degen, Mannschaft: Gold - Jekaterina Juschewa Florett, Einzel: 12. Platz |

### Gewichtheben
| Männer - Chadschimurat Akkajew Mittelschwergewicht: Silber - Dmitri Berestow Schwergewicht: Gold - Gleb Pissarewski Schwergewicht: Bronze - Oleg Perepetschonow Mittelgewicht: Bronze wegen Dopings disqualifiziert - Saur Tachuschew Halbschwergewicht: DNF - Eduard Tjukin Mittelschwergewicht: Bronze | Frauen - Natalja Sabolotnaja Schwergewicht: Silber - Sarema Kassajewa Halbschwergewicht: Bronze - Walentina Popowa Schwergewicht: Bronze |

### Handball
Männer
- Bronze
- Kader
Pawel Baschkin
Alexander Gorbatikow
Wjatscheslaw Gorpischin
Witali Iwanow
Eduard Kokscharow
Alexei Kostygow
Denis Kriwoschlykow
Wassili Kudinow
Oleg Kuleschow
Andrei Lawrow
Sergei Pogorelow
Alexei Rastworzew
Michail Tschipurin
Dmitri Torgowanow
Alexander Tutschkin

### Judo
| Männer - Magomed Dschafarow Halbleichtgewicht: Halbfinale - Witali Makarow Leichtgewicht: Silber - Dmitri Maximow Halbschwergewicht: Viertelfinale - Dmitri Nossow Halbmittelgewicht: Bronze - Jewgeni Stanew Ultraleichtgewicht: Halbfinale - Chassanbi Taow Mittelgewicht: Bronze - Tamerlan Tmenow Schwergewicht: Silber | Frauen - Ljubow Bruletowa Ultraleichtgewicht: Viertelfinale - Tea Dongusaschwili Schwergewicht: Bronze - Wera Moskaljuk Halbschwergewicht: Viertelfinale - Natalija Jucharewa Leichtgewicht: 7. Platz |

### Kanu
| Männer - Andrei Schkiotow Kajak-Einer, 500 Meter: Hoffnungslauf Kajak-Einer, 1000 Meter: Hoffnungslauf - Wladimir Gruschichin & Anatoli Tischtschenko Kajak-Zweier, 500 Meter: 9. Platz Kajak-Zweier, 1000 Meter: Hoffnungslauf - Maxim Opalew Canadier-Einer, 500 Meter: Bronze - Konstantin Fomischew Canadier-Einer, 1000 Meter: 9. Platz - Alexander Kostoglod & Alexander Kowaljow Canadier-Zweier, 500 Meter: Bronze Canadier-Zweier, 1000 Meter: Silber | Frauen - Olga Kostenko Kajak-Einer, 500 Meter: Hoffnungslauf |

### Leichtathletik
| Männer - Grigori Andrejew Marathon: 19. Platz - Wladimir Andrejew 20 Kilometer Gehen: 7. Platz - Juri Andronow 50 Kilometer Gehen: 9. Platz - Ramil Aritkulow 800 Meter: Vorläufe - Nikolai Awerjanow Zehnkampf: 15. Platz - Dmitri Bogdanow 800 Meter: Vorläufe - Alexander Boritschewski Diskuswurf: 25. Platz in der Qualifikation - Juri Borsakowski 800 Meter: Gold - Pjotr Braiko Hochsprung: 25. Platz in der Qualifikation - Wiktor Burajew 20 Kilometer Gehen: 22. Platz - Daniil Burkenja Dreisprung: Bronze - Dmitri Burmakin Marathon: 73. Platz - Sergei Bytschkow 4 × 100 Meter: Vorläufe - Sergei Tschepiga 110 Meter Hürden: Viertelfinale - Pawel Tschumatschenko Kugelstoßen: 22. Platz in der Qualifikation - Anton Galkin 400 Meter: Halbfinale/nachträglich disqualifiziert - Pawel Gerassimow Stabhochsprung: 13. Platz - Boris Gorban 400 Meter Hürden: Halbfinale - Wiktor Guschtschinski Dreisprung: 7. Platz - Alexander Iwanow Speerwurf: 5. Platz - Sergei Kirmassow Hammerwurf: 16. Platz in der Qualifikation - Ilja Konowalow Hammerwurf: 12. Platz in der Qualifikation - Alexander Kriwtschonkow 1500 Meter: Vorläufe - Alexander Larin 4 × 400 Meter: Vorläufe - Michail Lipski 400 Meter Hürden: Halbfinale - Lew Lobodin Zehnkampf: DNF - Sergei Makarow Speerwurf: Bronze - Ruslan Maschtschenko 4 × 400 Meter: Vorläufe - Oleg Mischukow 400 Meter: Vorläufe 4 × 400 Meter: Vorläufe - Witali Moskalenko Dreisprung: kein gültiger Versuch in der Qualifikation - Denis Nischegorodow 50 Kilometer Gehen: Silber - Wladimir Parwatkin 20 Kilometer Gehen: 38. Platz - Igor Pawlow Stabhochsprung: 4. Platz - Jewgeni Petschonkin 110 Meter Hürden: Viertelfinale - Igor Peremota 110 Meter Hürden: Viertelfinale - Alexander Pogorelow Zehnkampf: 11. Platz - Pawel Potapowitsch 3000 Meter Hindernis: Vorläufe - Andrei Rudnizki 4 × 400 Meter: Vorläufe - Alexander Rjabow 4 × 100 Meter: Vorläufe - Jaroslaw Rybakow Hochsprung: 6. Platz - Oleg Sergejew 200 Meter: Vorläufe 4 × 100 Meter: Vorläufe - Dmitri Schewtschenko Diskuswurf: kein gültiger Versuch in der Qualifikation - Witali Schkurlatow Weitsprung: 9. Platz - Leonid Schwezow Marathon: 13. Platz - Pawel Sofjin Kugelstoßen: 30. Platz in der Qualifikation - Kirill Sossunow Weitsprung: 16. Platz in der Qualifikation - Wadim Strogaljew Stabhochsprung: kein gültiger Versuch in der Qualifikation - Roman Ussow 3000 Meter Hindernis: Vorläufe - Wjatscheslaw Woronin Hochsprung: 9. Platz - Juri Woronkin Hammerwurf: 24. Platz in der Qualifikation - Alexei Wojewodin 50 Kilometer Gehen; Bronze - Andrei Jepischin 100 Meter: Viertelfinale 4 × 100 Meter: Vorläufe - Iwan Juschkow Kugelstoßen: 15. Platz in der Qualifikation | Frauen - Tatjana Andrianowa 800 Meter: 5. Platz - Natalja Antjuch 400 Meter: Bronze 4 × 400 Meter: Silber - Jekaterina Bachwalowa 400 Meter Hürden: Halbfinale - Jekaterina Bikert 400 Meter Hürden: 6. Platz - Galina Bogomolowa 10.000 Meter: 22. Platz - Jelena Bolsun 200 Meter: Viertelfinale - Olga Tschernjawskaja Diskuswurf: 20. Platz in der Qualifikation - Swetlana Tscherkassowa 800 Meter: Halbfinale - Anna Tschitscherowa Hochsprung: 6. Platz - Swetlana Feofanowa Stabhochsprung: Silber - Tatjana Firowa 4 × 400 Meter: Silber - Olga Stulnewa 4 × 100 Meter: Silber - Tatjana Gordejewa Siebenkampf: DNF (Aufgabe nach erstem Wettkampf) - Lidija Grigorjewa 10.000 Meter: 8. Platz - Wiktorija Waljukewitsch Dreisprung: 21. Platz in der Qualifikation - Jelena Issinbajewa Stabhochsprung: Gold - Jekaterina Iwakina Speerwurf: kein gültiger Versuch in der Qualifikation - Natalja Nikolajewna Iwanowa 4 × 400 Meter: Silber - Olimpiada Iwanowa 20 Kilometer Gehen: Silber - Albina Majorowa Marathon: 40. Platz - Anastassija Iwanowa Stabhochsprung: 18. Platz in der Qualifikation - Irina Chabarowa 100 Meter: Viertelfinale 4 × 100 Meter: Silber - Natalja Chruschtscheljowa 800 Meter: Halbfinale - Jekaterina Kondratjewa 200 Meter: Viertelfinale - Jelena Konewzewa Hammerwurf: 16. Platz in der Qualifikation - Marija Korotejewa 100 Meter Hürden: 4. Platz - Irina Korschanenko Kugelstoßen: Gold wegen Dopings disqualifiziert - Tatjana Kotowa Weitsprung: Bronze - Olesja Forschewa 4 × 400 Meter: Silber - Natalja Russakowa 100 Meter Hürden: Halbfinale - Swetlana Kriweljowa Kugelstoßen: 4. Platz wegen Dopings disqualifiziert - Larissa Kruglowa 100 Meter: Viertelfinale 4 × 100 Meter: Silber - Olga Kusenkowa Hammerwurf: Gold - Tatjana Lebedewa Weitsprung: Gold Dreisprung: Bronze - Tatjana Lewina 200 Meter: Viertelfinale - Tatjana Lyssenko Hammerwurf: 19. Platz in der Qualifikation - Natalja Nasarowa 400 Meter: 8. Platz 4 × 400 Meter: Silber - Jelena Nikolajewa 20 Kilometer Gehen: 17. Platz - Julija Petschonkina 400 Meter Hürden: 8. Platz - Tatjana Nowosselzewa Hochsprung: 13. Platz in der Qualifikation - Ljudmila Petrowa Marathon: 8. Platz - Jelena Prochorowa Siebenkampf: 5. Platz - Anna Pjatych Dreisprung: 8. Platz - Olga Rjabinkina Kugelstoßen: 13. Platz in der Qualifikation - Natalja Sadowa Diskuswurf: Gold - Gulnara Galkina 5000 Meter: 6. Platz - Irina Schewtschenko 100 Meter Hürden: DNF (Finale) - Lilija Schobuchowa 5000 Meter: 13. Platz - Irina Meleschina Weitsprung: Silber - Jelena Slessarenko Hochsprung: Gold - Swetlana Sokolowa Siebenkampf: 10. Platz - Julija Tabakowa 100 Meter: Halbfinale 4 × 100 Meter: Silber - Tatjana Tomaschowa 1500 Meter: Silber - Julija Wojewodina 20 Kilometer Gehen: 13. Platz - Oxana Jarygina Speerwurf: 26. Platz in der Qualifikation - Olga Jegorowa 1500 Meter: 11. Platz - Oxana Jessiptschuk Diskuswurf: 29. Platz in der Qualifikation - Natalja Jewdokimowa 1500 Meter: 4. Platz - Walerija Sabruskowa Speerwurf: 27. Platz in der Qualifikation - Jelena Sadoroschnaja 5000 Meter: 4. Platz - Swetlana Sacharowa Marathon: 9. Platz - Olesja Sykina 4 × 400 Meter: Silber |

### Moderner Fünfkampf
| Männer - Andrei Moissejew Einzel: Gold - Rustem Sabirchusin Einzel: 10. Platz | Frauen - Tatjana Muratowa Einzel: 27. Platz - Olesja Welitschko Einzel: 17. Platz |

### Radsport
| Männer - Wladislaw Borissow 4000 Meter Mannschaftsverfolgung: 9. Platz - Oleg Grischkin Madison: 17. Platz - Michail Ignatjew Punktefahren: Gold - Wladimir Karpez Straßenrennen: DNF - Alexander Chatunzew 4000 Meter Mannschaftsverfolgung: 9. Platz - Alexander Alexander Straßenrennen: 10. Platz - Alexei Markow 4000 Meter Einerverfolgung: 10. Platz 4000 Meter Mannschaftsverfolgung: 9. Platz - Denis Menschow Straßenrennen: DNF - Andrei Minaschkin 4000 Meter Mannschaftsverfolgung: 9. Platz - Jewgeni Petrow Straßenrennen: 34. Platz Einzelzeitfahren: 28. Platz - Alexei Schmidt Madison: 17. Platz - Juri Trofimow Mountainbike: 27. Platz - Wjatscheslaw Jekimow Straßenrennen: DNF Einzelzeitfahren: Gold | Frauen - Tamilla Abassowa Sprint: Silber 500 Meter Zeitfahren: 12. Platz - Swetlana Bubnenkowa Straßenrennen: DNF - Jelena Tschalych 3000 Meter Einerverfolgung: 7. Platz - Swetlana Grankowskaja Sprint: 4. Platz 500 Meter Zeitfahren: 9. Platz - Irina Kalentjewa Mountainbike: 13. Platz - Olga Sljussarewa Straßenrennen: Bronze Einzelzeitfahren: 12. Platz 3000 Meter Einerverfolgung: 6. Platz Punktefahren: Gold - Sülfija Sabirowa Straßenrennen: 39. Platz Einzelzeitfahren: 8. Platz |

### Reiten
- Alexandra Korelowa
Dressur, Einzel: 23. Platz
- Jelena Sidnewa
Dressur, Einzel: 31. Platz
- Wladimir Tuganow
Springen, Einzel: DNF

### Rhythmische Sportgymnastik
Frauen
- Alina Kabajewa
Einzel: Gold
- Irina Tschaschtschina
Einzel: Silber
- Olesja Belugina, Olga Glazkich, Tatjana Kurbakowa, Natalja Lawrowa, Jelena Mursina & Jelena Possewina
Mannschaft: Gold

### Ringen
| Männer - Chassan Barojew Superschwergewicht, griechisch-römisch: Gold - Mawlet Batirow Federgewicht, Freistil: Gold - Chadschimurad Gazalow Schwergewicht, Freistil: Gold - Gogi Koguaschwili Schwergewicht, griechisch-römisch: 6. Platz - Kuramagomed Kuramagomedow Superschwergewicht, Freistil: 6. Platz - Geidar Mamedalijew Federgewicht, griechisch-römisch: Silber - Alexei Mischin Halbschwergewicht, griechisch-römisch: Gold - Machatsch Murtasalijew Weltergewicht, Freistil: Bronze - Warteres Samurgaschew Mittelgewicht, griechisch-römisch: Bronze - Buwaissar Saitijew Mittelgewicht, Freistil: Gold - Saschid Saschidow Halbschwergewicht, Freistil: Bronze - Maxim Semjonow Weltergewicht, griechisch-römisch: 9. Platz - Alexei Schewzow Leichtgewicht, griechisch-römisch: 4. Platz - Murad Umachanow Leichtgewicht, Freistil: 10. Platz | Frauen - Aljona Kartaschowa Mittelgewicht, Freistil: 8. Platz - Güsel Manjurowa Schwergewicht, Freistil: Silber - Lorissa Oorschak Fliegengewicht, Freistil: 5. Platz - Olga Smirnowa Leichtgewicht, Freistil: 9. Platz |

### Rudern
| Männer - Sergei Fedorowzew, Igor Krawzow, Alexei Swirin & Nikolai Spinjow Doppelvierer: Gold - Alexander Litwinzew, Sergej Matwejew, Wladimir Wolodenkow & Jewgeni Schigulin Vierer ohne Steuermann: 11. Platz - Alexander Sjusin, Sergei Bukrejew, Waleri Sakritschow & Alexander Sawin Leichtgewichts-Vierer ohne Steuermann: 8. Platz | Frauen - Irina Fedotowa Einer: 7. Platz - Julija Kalinowskaja & Olga Samulenkowa Doppelzweier: 10. Platz - Julija Lewina, Larissa Merk, Anna Sergejewa & Oxana Dorodnowa Doppelvierer: 4. Platz |

### Schießen
| Männer - Sergei Aksjutin Skeet: 15. Platz - Sergei Alifirenko Schnellfeuerpistole: Bronze - Alexei Alipow Trap: Gold - Alexander Blinow Laufende Scheibe: Silber - Witali Fokejew Doppeltrap: 10. Platz - Wladimir Issakow Luftpistole: Bronze - Artjom Chadschibekow Luftgewehr: 24. Platz Kleinkaliber, Dreistellungskampf: 5. Platz Kleinkaliber, liegend: 9. Platz - Boris Kokorew Freie Pistole: 5. Platz - Maxim Kossarjew Trap: 25. Platz - Sergei Kowalenko Kleinkaliber, Dreistellungskampf: 9. Platz Kleinkaliber, liegend: 16. Platz - Dmitri Lykin Laufende Scheibe: Bronze - Wassili Mossin Doppeltrap: 19. Platz - Michail Nestrujew Luftpistole: Silber Freie Pistole: Gold - Sergei Poljakow Schnellfeuerpistole: Silber - Konstantin Prichodtschenko Luftgewehr: 29. Platz - Waleri Schomin Skeet: 15. Platz | Frauen - Galina Beljajewa Sportpistole: 31. Platz - Jelena Dudnik Doppeltrap: 9. Platz - Swetlana Djomina Skeet: 9. Platz - Ljubow Galkina Luftgewehr: Silber Kleinkaliber, Dreistellungskampf: Gold - Tatjana Goldobina Luftgewehr: 5. Platz Kleinkaliber, Dreistellungskampf: 9. Platz - Olga Kusnezowa Luftpistole: 9. Platz - Irina Laritschewa Trap: 13. Platz - Natalja Paderina Luftpistole: 5. Platz Sportpistole: 23. Platz |

### Schwimmen
| Männer - Jewgeni Aljoschin 100 Meter Rücken: 19. Platz 200 Meter Rücken: 17. Platz - Igor Beresuzki 400 Meter Lagen: 21. Platz - Grigori Alexejewitsch Falko 200 Meter Brust: 9. Platz - Alexei Filipez 1500 Meter Freistil: 19. Platz - Stepan Gansei 4 × 200 Meter Freistil: 11. Platz - Andrei Kapralow 50 Meter Freistil: 29. Platz 100 Meter Freistil: 7. Platz 200 Meter Freistil: 16. Platz 4 × 100 Meter Freistil: 4. Platz 4 × 100 Meter Lagen: 4. Platz - Dmitri Komornikow 100 Meter Brust: 12. Platz 200 Meter Brust: 17. Platz - Jewgeni Korotyschkin 100 Meter Schmetterling: 10. Platz 4 × 100 Meter Lagen: 4. Platz - Alexei Kowrigin 400 Meter Lagen: 24. Platz - Maxim Kusnezow 200 Meter Freistil: 24. Platz 4 × 200 Meter Freistil: 11. Platz - Jewgeni Lagunow 4 × 100 Meter Freistil: 4. Platz - Igor Martschenko 100 Meter Schmetterling: 5. Platz 4 × 100 Meter Lagen: 4. Platz - Jewgeni Nazwin 4 × 200 Meter Freistil: 11. Platz - Denis Pimankow 4 × 100 Meter Freistil: 4. Platz - Anatoli Poljakow 200 Meter Schmetterling: 9. Platz - Alexander Popow 50 Meter Freistil: 18. Platz 100 Meter Freistil: 9. Platz 4 × 100 Meter Freistil: 4. Platz 4 × 100 Meter Lagen: 4. Platz - Juri Prilukow 400 Meter Freistil: 6. Platz 1500 Meter Freistil: 4. Platz - Nikolai Skworzow 200 Meter Schmetterling: 7. Platz - Roman Sludnow 100 Meter Brust: 9. Platz 4 × 100 Meter Lagen: 4. Platz - Iwan Ussow 4 × 100 Meter Freistil: 4. Platz - Arkadi Wjattschanin 100 Meter Rücken: 9. Platz 200 Meter Rücken: 11. Platz 4 × 100 Meter Lagen: 4. Platz - Alexei Sazepin 4 × 200 Meter Freistil: 11. Platz 200 Meter Lagen: 29. Platz | Frauen - Jelena Bogomasowa 100 Meter Brust: 15. Platz 200 Meter Brust: 12. Platz 4 × 100 Meter Lagen: 12. Platz - Marija Bulachowa 200 Meter Schmetterling: 18. Platz - Stanislawa Komarowa 100 Meter Rücken: 10. Platz 200 Meter Rücken Silber - Jana Martynowa 400 Meter Lagen: 21. Platz - Darja Parschina 400 Meter Freistil: 25. Platz - Natalija Schalagina 200 Meter Freistil: 21. Platz 4 × 100 Meter Lagen: 12. Platz - Natalija Sutjagina 100 Meter Schmetterling: 16. Platz 4 × 100 Meter Lagen: 12. Platz - Oxana Werewka 200 Meter Lagen: 12. Platz 4 × 100 Meter Lagen: 12. Platz |

### Segeln
| Männer - Wladimir Moissejew Windsurfen: 29. Platz - Wladimir Krutskich Finn-Dinghy: 21. Platz - Dimitri Bereskin & Michail Krutikow 470er: 17. Platz | Offene Klasse - Maxim Semerchanow Laser: 26. Platz - Andrei Kiriljuk & Waleri Uschkow 9. Platz | Frauen - Natalja Iwanowa Europe: 25. Platz - Natalia Gaponowitsch & Vlada Ilienko 470er: 8. Platz - Diana Kruzkich, Tatjana Larzewa & Jekaterina Skudina Yngling: 8. Platz |

### Synchronschwimmen
Frauen
- Anastassija Dawydowa & Anastassija Jermakowa
Duett: Gold
- Jelena Asarowa, Olga Brusnikina, Elwira Chassjanowa, Anastassija Dawydowa, Marija Gromowa, Anastassija Jermakowa, Marija Kisseljowa, Olga Nowokschtschenowa & Anna Schorina
Mannschaft: Gold

### Taekwondo
| Männer - Seifula Magomedow Fliegengewicht: 11. Platz | Frauen - Margarita Mkrttschjan Federgewicht: 7. Platz |

### Tennis
| Männer - Igor Andrejew Einzel: Achtelfinale Doppel: Achtelfinale - Nikolai Dawydenko Einzel: 1. Runde Doppel: Achtelfinale - Marat Safin Einzel: 2. Runde Doppel: 1. Runde - Michail Juschny Einzel: Viertelfinale Doppel: 1. Runde | Frauen - Jelena Dementjewa Einzel: 1. Runde Doppel: 1. Runde - Swetlana Kusnezowa Einzel: Viertelfinale Doppel: Achtelfinale - Jelena Lichowzewa Doppel: Achtelfinale - Anastassija Myskina Einzel: 4. Platz Doppel: 1. Runde - Nadeschda Petrowa Einzel: 2. Runde |

### Tischtennis
| Männer - Dmitri Masunow Doppel: 4. Platz - Alexei Grigorjewitsch Smirnow Einzel: 2. Runde Doppel: 4. Platz | Frauen - Swetlana Ganina Einzel: 3. Runde Doppel: 4. Runde - Oksana Fadejewa Einzel: 1. Runde Doppel: 3. Runde - Galina Melnik Doppel: 3. Runde - Irina Palina Doppel: 4. Runde |

### Trampolinturnen
| Männer - Alexander Moskalenko Einzel: Silber - Alexander Russakow Einzel: 5. Platz | Frauen - Natalja Tschernowa Einzel: 4. Platz - Irina Karawajewa Einzel: 15. Platz in der Qualifikation |

### Triathlon
| Männer - Igor Syssojew Einzel: 15. Platz | Frauen - Nina Anissimowa Einzel: DNF - Olga Generalowa Einzel: 31. Platz |

### Turnen
| Männer - Alexei Bondarenko Einzelmehrkampf: 13. Platz Mannschaftsmehrkampf: 6. Platz Boden: 15. Platz in der Qualifikation Pferd: 8. Platz Barren: 35. Platz in der Qualifikation Reck: 31. Platz in der Qualifikation Ringe: 22. Platz in der Qualifikation Seitpferd: 71. Platz in der Qualifikation - Maxim Dewjatowski Einzelmehrkampf: 27. Platz Mannschaftsmehrkampf: 6. Platz Boden: 65. Platz in der Qualifikation Pferd: 73. Platz in der Qualifikation Barren: 41. Platz in der Qualifikation Reck: 52. Platz in der Qualifikation Ringe: 19. Platz in der Qualifikation Seitpferd: 47. Platz in der Qualifikation - Anton Golozuzkow Einzelmehrkampf: 61. Platz Mannschaftsmehrkampf: 6. Platz Boden: 34. Platz in der Qualifikation Pferd: 3. Platz in der Qualifikation Barren: 80. Platz in der Qualifikation Ringe: 27. Platz in der Qualifikation Seitpferd: 30. Platz in der Qualifikation - Georgi Grebenkow Einzelmehrkampf: 12. Platz Mannschaftsmehrkampf: 6. Platz Boden: 25. Platz in der Qualifikation Pferd: 46. Platz in der Qualifikation Barren: 15. Platz in der Qualifikation Reck: 42. Platz in der Qualifikation Ringe: 10. Platz in der Qualifikation Seitpferd: 79. Platz in der Qualifikation - Alexei Nemow Einzelmehrkampf: 82. Platz Mannschaftsmehrkampf: 6. Platz Barren: 12. Platz in der Qualifikation Reck: 5. Platz Seitpferd: 35. Platz in der Qualifikation - Alexander Safoschkin Einzelmehrkampf: 95. Platz Mannschaftsmehrkampf: 6. Platz Pferd: 60. Platz in der Qualifikation Ringe: 7. Platz | Frauen - Swetlana Chorkina Einzelmehrkampf: Silber Mannschaftsmehrkampf: Bronze Boden: 15. Platz in der Qualifikation Pferd: 3. Platz in der Qualifikation Stufenbarren: 8. Platz Schwebebalken: 27. Platz in der Qualifikation - Ljudmila Jeschowa Einzelmehrkampf: 84. Platz in der Qualifikation Mannschaftsmehrkampf: Bronze Stufenbarren: 23. Platz in der Qualifikation Schwebebalken: 15. Platz in der Qualifikation - Maria Krjutschkowa Einzelmehrkampf: 92. Platz in der Qualifikation Mannschaftsmehrkampf: Bronze Boden: 79. Platz in der Qualifikation Pferd: 42. Platz in der Qualifikation - Anna Pawlowa Einzelmehrkampf: 4. Platz Mannschaftsmehrkampf: Bronze Boden: 19. Platz in der Qualifikation Pferd: Bronze Stufenbarren: 46. Platz in der Qualifikation Schwebebalken: 4. Platz - Jelena Samolodtschikowa Einzelmehrkampf: 20. Platz in der Qualifikation Mannschaftsmehrkampf: Bronze Boden: 35. Platz in der Qualifikation Pferd: 4. Platz Stufenbarren: 51. Platz in der Qualifikation Schwebebalken: 31. Platz in der Qualifikation - Natalja Siganschina Einzelmehrkampf: 35. Platz in der Qualifikation Mannschaftsmehrkampf: Bronze Boden: 60. Platz in der Qualifikation Pferd: 16. Platz in der Qualifikation Stufenbarren: 55. Platz in der Qualifikation Schwebebalken: 39. Platz in der Qualifikation |

### Volleyball
| Männer - Bronze - Kader Pawel Abramow Sergei Baranow Taras Chtei Stanislaw Dineikin Andrei Jegortschew Alexei Kasakow Wadim Chamutzkich Alexander Kossarew Alexei Kuleschow Sergei Tetjuchin Konstantin Uschakow Alexei Werbow | Frauen - Silber - Kader Jewgenija Artamonowa Ljubow Schaschkowa Olga Tschukanowa Jekaterina Gamowa Alexandra Korukowez Olga Nikolajewa Jelena Plotnikowa Natalja Safronowa Marina Scheschenina Irina Tebenichina Jelizaweta Tischtschenko Jelena Tjurina |

### Wasserball
| Männer - Bronze - Kader Roman Balaschow Alexander Fedorow Sergei Garbusow Dmitri Gorschkow Alexander Jeryschow Witali Jurtschik Nikolai Koslow Nikolai Maximow Andrei Reketschinski Marat Sakirow Irek Sinnurow Dmitri Stratan Rewas Tschomakidse | Frauen - 5. Platz - Kader Swetlana Bogdanowa Sofja Konuch Tatjana Petrowa Jekaterina Salimowa Natalja Schepelina Jekaterina Schischowa Jelena Smurowa Olga Turowa Jekaterina Wassiljewa Walentina Woronzowa Marija Jaina Galina Slotnikowa Anastassija Subkowa |

### Wasserspringen
| Männer - Alexander Dobroskok Kunstspringen, Einzel: 7. Platz Kunstspringen, Synchron: 7. Platz - Dmitri Dobroskok Turmspringen, Einzel: 11. Platz Turmspringen, Synchron: 6. Platz - Gleb Galperin Turmspringen, Einzel: 13. Platz Turmspringen, Synchron: 6. Platz - Dmitri Sautin Kunstspringen, Einzel: Bronze Kunstspringen, Synchron: 7. Platz | Frauen - Natalja Gontscharowa Turmspringen, Synchron: Silber - Wera Iljina Kunstspringen, Einzel: 4. Platz Kunstspringen, Synchron: Silber - Julija Koltunowa Turmspringen, Einzel: 27. Platz Turmspringen, Synchron: Silber - Julija Pachalina Kunstspringen, Einzel: Bronze Kunstspringen, Synchron: Silber - Swetlana Timoschinina Turmspringen, Einzel: 19. Platz |